# 我々はネコである。
『我々はネコである。 』（われわれはネコである。）は、わーすたの4枚目 のアルバム。2022年8月17日にiDOL Streetから発売された
。坂元葉月卒業後初のフルアルバムであり、岸田勇気が音楽プロデューサーになってから初のフルアルバムである。

## 概要
「CD+Blu-ray(スマプラ対応)」、「CD盤(スマプラ対応)」の2種2形態で発売。
2022年3月26日に豊洲PITで開催された『The World Standard〜石の上にネコも乗る7年〜』で本作の発売と配信シングルの連続リリースが発表された。5月10日に配信された『わーすたのスーパースターロード・オブ・スタート』内で本作のタイトルと収録予定曲および発売日が発表され、翌5月11日にリリースイベントの予定および購入特典の内容が発表された。
先行シングル「ミライバルダンス」と新曲6曲に加え、既存曲の4人での歌い直しバージョンが3曲収録される。坂元葉月の声を含む音源はBlu-rayも含め一切収録されなかった。
収録曲が初披露されたライブは次の通り。
| 曲名                                                                 | 日付          | ライブ名                                                                 | 場所             |
| -------------------------------------------------------------------- | ------------- | ------------------------------------------------------------------------ | ---------------- |
| 詠み人知らずの青春歌 -2022 ver.-                                     | 2022年1月10日 | The World Standard〜改めまして、わーすたです!〜                          | 山野ホール       |
| うるとらみらくるくるふぁいなるアルティメットチョコびーむ -2022 ver.- | 2022年1月10日 | The World Standard〜改めまして、わーすたです!〜                          | 山野ホール       |
| いぬねこ。青春真っ盛り -2022 ver.-                                   | 2022年1月10日 | The World Standard〜改めまして、わーすたです!〜                          | 山野ホール       |
| ミライバルダンス                                                     | 2022年1月10日 | The World Standard〜改めまして、わーすたです!〜                          | 山野ホール       |
| マッシュ・ド・アート                                                 | 2022年6月12日 | わーすた LIVE TOUR 2022 〜とっておきの夏、始めますか?〜 第2部            | 梅田CLUB QUATTRO |
| The World Standard Dancing Club                                      | 2022年6月12日 | わーすた LIVE TOUR 2022 〜とっておきの夏、始めますか?〜 第2部            | 梅田CLUB QUATTRO |
| オーダーメイドとレディーメイド                                       | 2022年6月12日 | わーすた LIVE TOUR 2022 〜とっておきの夏、始めますか?〜 第2部            | 梅田CLUB QUATTRO |
| きゅんビート                                                         | 2022年6月12日 | わーすた LIVE TOUR 2022 〜とっておきの夏、始めますか?〜 第2部            | 梅田CLUB QUATTRO |
| 空とサカナ                                                           | 2022年6月12日 | わーすた LIVE TOUR 2022 〜とっておきの夏、始めますか?〜 第2部            | 梅田CLUB QUATTRO |
| Cat Walkin'                                                          | 2022年8月11日 | わーすた LIVE TOUR 2022 〜とっておきの夏、始めますか?〜 第2部 アンコール | NEW PIER HALL    |

### ミュージックビデオ
本作品の収録曲のうち、リードトラックである「マッシュ・ド・アート」の他、「空とサカナ」、「The World Standard Dancing Club」、「Cat Walkin'」の4曲でMVが作成された。「マッシュ・ド・アート」のMVは「空とサカナ」、「The World Standard Dancing Club」、「Cat Walkin'」のMVが合体した集大成MVになっている。今回もMV監督は全て荒船泰廣である。

### ダンス動画
本作品の収録曲のうち、「マッシュ・ド・アート」、「The World Standard Dancing Club」、「Cat Walkin'」、「オーダーメイドとレディーメイド」、「きゅんビート」、「空とサカナ」の6曲でダンス動画が作成された。8月18日に「空とサカナ」のダンス動画がYouTubeで公開され、再生数が一万回を超えると次のダンス動画が公開されるという企画が展開され、以降、「きゅんビート」、「オーダーメイドとレディーメイド」、「Cat Walkin'」、「The World Standard Dancing Club」の順で公開されて再生数が一万回を超え、9月5日に最後となる「マッシュ・ド・アート」のダンス動画が公開された。ダンス動画の監督は「マッシュ・ド・アート」、「The World Standard Dancing Club」が荒船泰廣、その他は大森規弘が担当している。

## 収録曲
1. マッシュ・ド・アート
作詞：やしきん、作曲：田中秀和、編曲：岸田勇気
  - 本作のリードトラック。
2. The World Standard Dancing Club
作詞：コバヤシユウジ、作曲・編曲：宮田“レフティ”リョウ
3. Cat Walkin'
作詞：園田健太郎、作曲・編曲：薮崎太郎
4. オーダーメイドとレディーメイド
作詞：園田健太郎、作曲・編曲：伊藤翼
  - 廣川・小玉のユニット曲。
5. きゅんビート
作詞：YUC'e、作曲・編曲：Nor
  - 松田・三品のユニット曲。
6. 空とサカナ
作詞・作曲：渡辺翔、編曲：岸田勇気
7. 詠み人知らずの青春歌 -2022 ver.-
作詞：園田健太郎、作曲・編曲：岸田勇気
  - 8thシングル。
  - オリジナルは2021年7月17日にららぽーと立川立飛で開催されたリリースイベントで初披露。
8. うるとらみらくるくるふぁいなるアルティメットチョコびーむ -2022 ver.-
作詞：鈴木まなか、作曲：鈴木まなか・Hiroki Sagawa、編曲：Hiroki Sagawa
  - 1stアルバム「The World Standard」のリードトラック。
  - オリジナルは2016年2月28日にCLUB QUATTROで行われた初のワンマンライブ『The World Standard』のアンコールで初披露。
9. いぬねこ。青春真っ盛り -2022 ver.-
作詞：鈴木まなか、作曲：鈴木まなか・Hiroki Sagawa・サイトウリョースケ、編曲：鈴木まなか・Hiroki Sagawa
  - インディーズ時代のミニアルバム「いぬねこ。青春真っ盛り」のリードトラック。
  - オリジナルは2015年6月20日にTOKYO DOME CITY HALLで行われた『SUPER☆GiRLS LIVE 2015 5th Anniversary TOUR 〜SUPER☆CASTLE〜』のオープニングアクトとして出演したときに初披露。
10. ミライバルダンス
作詞：やしきん、作曲・編曲：岸田勇気
  - 9thシングル。

### Blu-ray Disc・スマプラムービー
1. マッシュ・ド・アート <Music Video>
2. The World Standard Dancing Club <Music Video>
3. Cat Walkin' <Music Video>
4. 空とサカナ <Music Video>
5. ミライバルダンス <Music Video>

## 音楽配信

### リリース日まで
本作品の収録曲のうち、「空とサカナ」、「The World Standard Dancing Club」、「Cat Walkin'」の3曲は単曲先行配信の形でそれぞれ2022年5月29日、6月13日、7月18日に配信限定でリリースされた(ハイレゾ音源は配信無し)。また、MVもそれぞれ6月6日、6月27日、7月25日の22時にYouTube限定で配信された。
8月1日にはアルバム先行配信の形で『我々はネコである。』が配信限定でリリースされた。但し、収録曲のうちアルバム先行配信の形で配信された曲は、アルバムのリードトラックである「マッシュ・ド・アート」と単曲先行配信の形で既に配信済みだった3曲、および、先行シングルの「ミライバルダンス」の5曲のみであった。この5曲については同時にハイレゾ音源も配信開始となった。「マッシュ・ド・アート」のMVは8月8日の22時にYouTube限定で配信された(ファンクラブ会員は8月7日に先行配信)。
ここまでの経緯をまとめると次の通り。
| 曲名                            | 音源の配信日 | ハイレゾ音源の配信日 | 『我々はネコである。』収録曲としての 配信日 | MVの配信日 |
| ------------------------------- | ------------ | -------------------- | ------------------------------------------- | ---------- |
| ミライバルダンス                | 1月11日      | 3月2日               | 8月1日                                      | 2月8日     |
| 空とサカナ                      | 5月29日      | 8月1日               | 8月1日                                      | 6月6日     |
| The World Standard Dancing Club | 6月13日      | 8月1日               | 8月1日                                      | 6月27日    |
| Cat Walkin'                     | 7月18日      | 8月1日               | 8月1日                                      | 7月25日    |
| マッシュ・ド・アート            | 8月1日       | 8月1日               | 8月1日                                      | 8月8日     |

#### アルバム先行配信
太字の配信サービスはハイレゾ音源を配信していることを示す。

### リリース日以降
CD発売日の8月17日に「CD盤」(スマプラ対応)に収録されている10曲すべてが配信された。また、リードトラックである「マッシュ・ド・アート」のMVのほか、本作では「空とサカナ」、「The World Standard Dancing Club」、「Cat Walkin'」のMVも販売された。
太字の配信サービスはハイレゾ音源を配信していることを示す。MVは「空とサカナ」、「The World Standard Dancing Club」、「Cat Walkin'」、「マッシュ・ド・アート」のMVも配信していることを示す。

## リリース、プロモーション、マーケティング

### リリースイベント
新型コロナウイルス感染症の流行の影響で本作でもリリースイベントの内容に一部制約がある(握手会はない)。この期間は「わーすた LIVE TOUR 2022 〜とっておきの夏、始めますか?〜」の開催期間でもあり、遠征先ではライブの前日にリリースイベントを行う。オンライン上でのイベントも引き続き開催される。従来、わーすたのリリースイベントは発売日の2か月前頃から始まるが、本作は3か月前から前倒し気味に始まった。最初の頃は新曲が完成しておらず、リリースイベントでは既存曲のみ披露されるケースもあった。
| 日程                   | イベント名                        | 会場                                  | 備考                         |
| ---------------------- | --------------------------------- | ------------------------------------- | ---------------------------- |
| 2022年5月21日          | リリースイベント                  | ステラタウン                          | イベント内容詳細は公式HP参照 |
| 2022年5月22日          | リリースイベント                  | イオンモール土浦                      | イベント内容詳細は公式HP参照 |
| 2022年5月29日          | リリースイベント                  | ららぽーと立川立飛                    | イベント内容詳細は公式HP参照 |
| 2022年6月4日・8月21日  | リリースイベント                  | ダイバーシティ東京 プラザ             | イベント内容詳細は公式HP参照 |
| 2022年6月5日           | リリースイベント                  | アーバンドック ららぽーと豊洲         | イベント内容詳細は公式HP参照 |
| 2022年6月11日          | リリースイベント                  | セブンパーク天美                      | イベント内容詳細は公式HP参照 |
| 2022年6月19日          | リリースイベント                  | ららぽーとTOKYO-BAY                   | イベント内容詳細は公式HP参照 |
| 2022年6月25日・8月20日 | リリースイベント                  | アリオ橋本                            | イベント内容詳細は公式HP参照 |
| 2022年7月9日           | リリースイベント                  | リバーウォーク北九州                  | イベント内容詳細は公式HP参照 |
| 2022年7月23日          | リリースイベント                  | イオンモール常滑                      | イベント内容詳細は公式HP参照 |
| 2022年8月16日          | CD&特典お渡し会イベント           | タワーレコードららぽーと立川立飛店    | イベント内容詳細は公式HP参照 |
| 2022年8月16日          | CD&特典お渡し会イベント           | タワーレコードアリオ橋本店            | イベント内容詳細は公式HP参照 |
| 2022年8月17日          | CD&特典お渡し会イベント           | TOWER mini ダイバーシティ東京プラザ店 | イベント内容詳細は公式HP参照 |
| 2022年8月17日          | CD&特典お渡し会イベント           | タワーレコード渋谷店                  | イベント内容詳細は公式HP参照 |
| 2022年7月2日・8月14日  | mu-moショップスペシャルイベント   | 横浜YTJホール                         | イベント内容詳細は公式HP参照 |
| 2022年7月3日           | オンライン個別チェキ会            | LINE LIVE                             | イベント内容詳細は公式HP参照 |
| 2022年7月16日          | ネットサイン会                    | LINE LIVE                             | イベント内容詳細は公式HP参照 |
| 2022年9月11日          | CDジャケット&告知ポスターサイン会 | LINE LIVE                             | イベント内容詳細は公式HP参照 |

このほか、『わーすた LIVE TOUR 2022』会場での予約販売や、先行配信曲のLINE MUSICでの再生回数キャンペーン、ドワンゴでのダウンロードキャンペーン、iTunes Storeでのプレオーダー(予約注文)キャンペーンなども開催された。